# Gubinek (przystanek kolejowy)
Gubinek – dawny przystanek osobowy w Gubinie na linii kolejowej nr 275 Wrocław Muchobór – Guben, w województwie lubuskim.